# Ana Montes
Ana Belén Montes (Nuremberg, Alemanya Occidental, 28 de febrer de 1957) és una ex convicta estatunidenca condemnada per espionatge. Era l'analista superior (sènior analyst) sobre temes cubans en l'Agència d'Intel·ligència de la Defensa dels Estats Units (Defense Intelligence Agency, DIA). El 21 de setembre de 2001, va ser arrestada i acusada del delicte de “conspiració per a cometre espionatge” a favor del govern cubà, després que EUA descobrís l'existència d'una certa xarxa cubana secreta d'espionatge. A l'octubre del mateix any, es va declarar culpable i el 2002 va ser condemnada a 25 anys de presó i 5 de llibertat vigilada. El Govern dels Estats Units la considera responsable de la mort d'almenys un dels seus agents a Centreamèrica.
Ana Belén Montes va superar diverses proves del detector de mentides durant el seu període de servei i en caure sota sospita, sense ser detectada mai, igual que ha ocorregut amb altres espies notoris com Aldrich Ames, Karl Koecher, o Leandro Aragoncillo.
Montes finalment va reconèixer ser culpable del delicte d'espionatge, i a l'octubre de 2002 va ser sentenciada a 25 anys de presó més cinc anys addicionals d'eventual llibertat condicional sota el règim especial de probation. Finalment va ser alliberada el dia 6 de gener de 2023

## Primers anys i estudis
Ana Belén Montes va néixer en la llavors Alemanya Occidental (RFA), on el seu pare prestava els seus serveis com a metge per a l'Exèrcit dels Estats Units. La seva família posteriorment es va mudar a Topeka (capital de l'estat de Kansas) i posteriorment a Towson (Maryland), on ella es va graduar a l'escola secundària (high school) de Loch Raven en 1975. En 1979 va obtenir el diploma en Relacions Internacionals a la Universitat de Virgínia i el 1988 va obtenir un màster a l'Escola d'Estudis Internacionals Avançats (School of Advanced International Studies) de la Universitat Johns Hopkins. Posteriorment, va ser revelat que el seu pare, d'origen porto-riqueny, tenia posicions fortament conservadores i que aquest solia tenir una relació més aviat tibant amb la seva filla, qui - en part a causa de la seva joventut - era més susceptible a les idees polítiques més progressistes.
Al setembre de 1985, Montes va deixar d'exercir les seves funcions en el Departament de Justícia dels Estats Units per a unir-se a l'Agència d'Intel·ligència de la Defensa (DIA). La seva primera assignació va ser a la base de la Força Aèria (AFB) de Bolling, a Washington D. C., on treballava com a instigadora especialista en tasques d'intel·ligència. En 1992 Montes va ser seleccionada per al Exceptional Analyst Program de la DIA, i més tard va viatjar a Cuba com a oficial encoberta per a estudiar el funcionament de les Forces Armades Revolucionàries de Cuba. Els fiscals federals encarregats de la seva acusació posteriorment al·legarien que ella ja havia començat a treballar per a Cuba poc temps després d'haver-se unit a la DIA el 1985.

## DIA
Montes, anomenada la "reina de cuba" pels membres de la comunitat d'intel·ligència dels EUA, era l'analista d'intel·ligència especialitzada a Cuba de més alta jerarquia dins de l'escalafó de la Agència d'Intel·ligència de Defensa. Va aconseguir avançar ràpidament a través dels rangs d'aquesta organització, en la qual els seus col·legues la consideraven com una persona responsable i de confiança, i no van notar en ella cap actitud estranya.

## Espionatge
En els documents on consten els càrrecs aixecats contra Montes, els fiscals federals estatunidencs que la van acusar van al·legar que: “Montes es comunicava amb el Servei d'Intel·ligència Cubà a través de missatges codificats i rebia instruccions via transmissions xifrades d'ona curta des de Cuba”. A més, Montes es comunicava amb els seus superiors cubans mitjançant missatges numèrics codificats escrits en papers, els que després transmetia a aquests a través de telèfons públics situats en l'àrea del propi Districte de Columbia o en el veí estat de Maryland. Els codis que usava solien incloure les frases “Vaig rebre el missatge” o “Perill”. Els fiscals més tard van afirmar que tota la informació que transmetia estava escrita en paper soluble a l'aigua, la qual cosa li permetia destruir-los fàcilment.
Durant el transcurs de la recerca judicial que es va iniciar contra ella, es va determinar que Montes va passar una “considerable quantitat” d'informació classificada al Govern de Cuba, incloent-hi les identitats reals de quatre espies, informació que aparentment va contribuir a la mort d'un soldat estatunidenc d'operacions especials a Amèrica Central.

## Arrest
Montes va ser finalment arrestada el 20 de setembre de 2001 mentre es trobava en la seva oficina per agents del FBI. Els fiscals van afirmar que Montes havia tingut accés privat a informació classificada sobre les Forces Armades dels Estats Units, relacionada amb la llavors imminent invasió estatunidenca de l'Afganistan a l'octubre de 2001 (poc després dels atacs terroristes de l'11 de setembre) d'aquest any, i naturalment ells no volien revelar aquesta informació a enemics potencials.
El 2002, Montes es va declarar culpable dels càrrecs que s'havien aixecat contra ella, els quals li podrien haver valgut la pena de mort, però finalment va ser sentenciada a 25 anys de presó a l'octubre d'aquest any, després d'haver arribat a un acord amb la fiscalia referent a especificar quin tipus d'informació havia efectivament passat als serveis d'intel·ligència cubans.
Segons el seu advocat defensor, Plat Cacheris, Montes va cometre actes d'espionatge per raons morals, ja que “ella sentia que els cubans eren tractats injustament pel Govern dels Estats Units".

## Vida a la presó

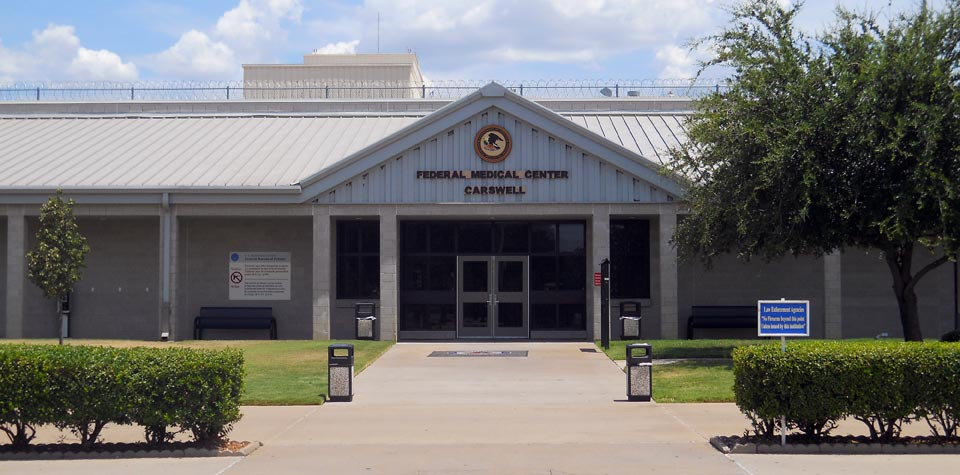
Centre Mèdic Federal, Carswell, on complia condemna Ana Belén Montes.

Ana Belén Montes fou empresonada a la presó Centre Mèdic Federal, Carswell a Fort Worth. Segons consta en el llistat elaborat per l'Oficina Federal de Presons dels Estats Units, les instal·lacions d'aquesta -situada en l'extrem nord-oriental de la base aeronaval (i conjunta de reservistes) d'aquesta ciutat texana - proveeixen serveis mèdics i de salut mental a delinqüents de sexe femení. El número de presonera de Montes dins del FMC era 25037-016. La seva data temptativa d'alliberament seria l'1 de juliol de 2023, i no abans, ja que ara com ara no existeix la llibertat condicional en el sistema penitenciari federal dels Estats Units.

## Alliberament
L'Oficina Federal de Presons (FBP) va confirmar que Ana Belén Montes va ser alliberada el dia 6 de gener de 2023 del Carswell Federal Medical Center, en Fort Worth, Texas, amb dos dies d'anticipació a la data fixada, després de complir 22 de la seva sentència de 25 anys de presó. Montes, que arribaria el seu aniversari dels 66 anys el següent 28 de febrer, va sortir del lloc escortada per un agutzil federal i va prendre un avió amb destinació no especificada.

## Al·legats específics
El 2007, l'agent de funcionari de contraespionatge de la DIA Scott W. Carmichael va al·legar que va ser Ana Belén Montes qui va alertar als agents cubans d'intel·ligència sobre un campament clandestí de l'Exèrcit estatunidenc a El Salvador, durant la guerra civil que va assolar a aquesta petita nació centreamericana durant la dècada de 1980. Carmichael va afirmar que Montes sabia sobre l'existència d'aquest campament de les Forces Especials, justament perquè ella l'havia visitat tan sols unes setmanes abans d'haver estat atacat per les guerrillers esquerrans del Front Farabundo Martí per a l'Alliberament Nacional (FMLN). Carmichael, qui va encapçalar la recerca de la DIA sobre Montes, la va acusar de ser directament responsable per la mort del sergent boina verda Gregory A. Fronius, qui va resultar mort el 31 de març de 1987 a la localitat salvadorenca del Paradís (en el departament de Chalatenango), durant un atac del FMLN.
Carmichael va caracteritzar el mal causat per Montes a la DIA i a altres agències d'intel·ligència estatunidenques com “excepcionalment greu” i va afirmar que ella va comprometre un “programa d'accés especial” al qual ell mateix no tenia accés, a pesar que era el principal investigador del cas d'espionatge de Montes. També va al·legar que molts dins de la comunitat estatunidenca d'intel·ligència creien que la infiltració de la DIA per part de Montes no era l'excepció, sinó més aviat la regla, i que el servei d'intel·ligència cubà tenia nombrosos espies i agents encoberts o talps dins de les agències d'intel·ligència estatunidenques.
Per part seva, en una entrevista amb la cadena de notícies CBS News, que va tenir lloc el 6 de maig de 2002, l'antic sotssecretari d'Estat John Bolton va afirmar que un informe oficial estatunidenc de 1998, el qual havia tingut una contribució important de Montes, va concloure que Cuba no representava una amenaça militar significativa per als Estats Units o per a la regió. Bolton va agregar que, a causa de les activitats d'espionatge de Montes, no era possible excloure la possibilitat que el llavors govern del president Bill Clinton hagués pogut defugir la potencial amenaça que suposadament representava Cuba, a causa de la llavors influència de Montes en la DIA i la forma en la qual preparava els seus “tous” informes en aquesta agència federal.

## En la cultura popular
El cantautor estatunidenc David Rovics, interessat en temes relacionats amb la política internacional, va escriure una cançó sobre Ana Belén Montes. Germán Piniella va crear-ne una versió en espanyol per al cantautor cubà Vicente Feliú.